# Colloquium charitativum

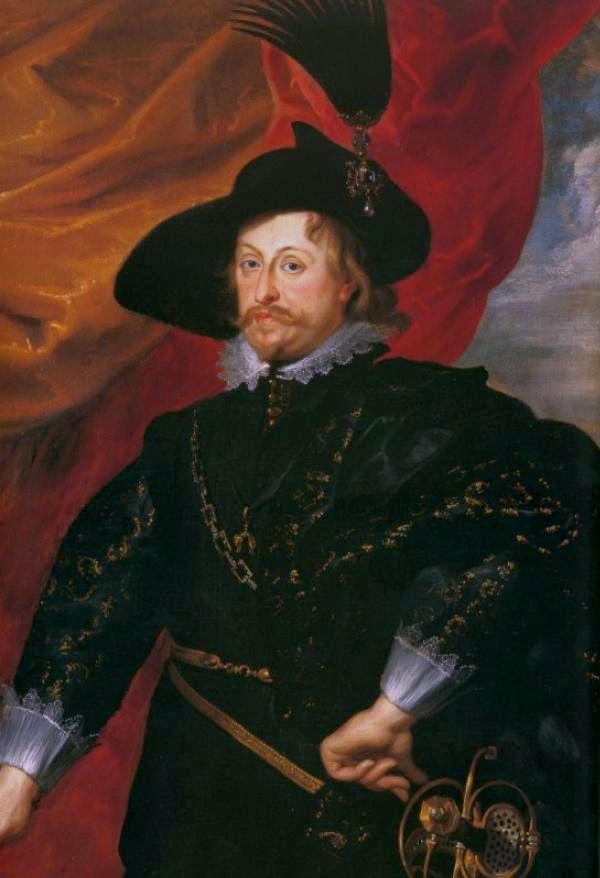
Władysław IV Waza na obrazie Rubensa

Colloquium charitativum (łac. braterska rozmowa) – wspólny zjazd katolików, luteran i kalwinistów (z pominięciem braci polskich), którego celem było uzyskanie jedności wiary i pokoju religijnego. Otwarcie Colloquium nastąpiło 28 sierpnia 1645 w Toruniu, a trwało do 21 listopada tego roku. Zjazd miał 36 sesji, z których te główne odbywały się w ratuszu miejskim. Colloquium charitativum nie doprowadziło do zbliżenia stanowisk, ale stało się istotnym czynnikiem w dialogu międzyreligijnym.
Dla uświetnienia zjazdu stworzono Poczet Królów Polskich.

## Opis wydarzeń
Inicjatywa ta otrzymała gorące poparcie ze strony króla Władysława IV Wazy, a 12 listopada 1643 proklamował ją synod prowincjalny prymasa Macieja Łubieńskiego. Colloquium miało się zebrać 10 października 1644 w Toruniu a zaproszono nań dissidentes de religione z Polski i Wielkiego Księstwa Litewskiego. Nieco później 20 marca 1644 podobne zaproszenie wyszło od króla Władysława IV. Reakcja luteran, kalwinistów i braci czeskich była pozytywna. Braci polskich nie dopuszczono do czynnego udziału w colloquium, choć zostali zaproszeni i przybyli.
W 1645 roku na zjeździe w Lesznie wierni Kościoła reformowanego połączyli się z Braćmi czeskimi. Nie udała się natomiast taka unia z luteranami ze względu na zakaz Wittenbergi, a nade wszystko, dlatego, iż luteranie pruscy czuli się bezpieczni i nie chcieli unii z kalwinizmem zdominowanym przez szlachtę. Obradom przewodniczył z ramienia króla kanclerz wielki koronny Jerzy Ossoliński, a później Jan Leszczyński. W spotkaniu wzięło udział 76 teologów, proporcjonalnie z każdej ze stron (27 luteran, 25 katolików i 24 kalwinistów). Zarówno po stronie katolickiej, jak i protestanckiej przejawiły się tendencje do jedności w dziedzinie wiary. Colloquium pomogło lepiej wzajemnie poznać założenie doktrynalne, a sam zjazd rozbudził zainteresowanie podstawowymi zagadnieniami religijnymi i zrodził przekonanie, że tylko na takiej drodze można rozwiązać szereg spornych problemów. Różnice doktrynalne uzewnętrzniły się bardzo i do zgody nie doszło, ale też okazało się, że najbardziej pojednawczo byli nastawieni kalwiniści. Bardziej sztywne stanowisko zajęli luteranie. Samo jednak pokojowe spotkanie się teologów różnych wyznań chrześcijańskich, gdy trwała wojna trzydziestoletnia, było godne podziwu dla całej Europy.
Toteż król Władysław IV Waza zamierzał z inspiracji katolików zwołać jeszcze jedno, podobne colloquium charitativum, ale plany te pokrzyżowała nadspodziewanie szybka śmierć (1648).
W 1995 roku, w 350 rocznicę Colloquium Charitativum, Kuria Diecezjalna Toruńska, Uniwersytet Mikołaja Kopernika, Urząd Miasta Torunia i Towarzystwo Naukowe w Toruniu podjęły inicjatywę wznowienia braterskiego dialogu pod nazwą Colloquia Torunensia.